# Ігнатьєво (Йошкар-Олинський міський округ)
Ігна́тьєво (рос. Игнатьево, марій. Игнатьево) — присілок у складі Йошкар-Олинського міського округу Марій Ел, Росія.

## Населення
Населення — 100 осіб (2010; 110 у 2002).
Національний склад (станом на 2002 рік):
- росіяни — 63 %